# Pseudomallada
Pseudomallada is een geslacht van insecten uit de familie van de gaasvliegen (Chrysopidae), die tot de orde netvleugeligen (Neuroptera) behoort.

## Soorten
- P. abdominalis (Brauer, 1856) c g
- P. aegyptiacus (Navás, 1915) c g
- P. alarconi (Navás, 1915) c g
- P. albofrontatus (C.-k. Yang et al., 1999) c g
- P. alcestes (Banks, 1911) c g
- P. alliumolens (Hölzel et al., 1997) c g
- P. allochromus (C.-k. Yang et al., 1999) c g
- P. alviolatus (X.-k. Yang & C.-k. Yang, 1990) c g
- P. amseli (Hölzel, 1980) c g
- P. ancistroideus (X.-k. Yang & C.-k. Yang, 1990) c g
- P. angustivittatus (Dong et al., 2004) c g
- P. arabicus (Hölzel, 1995) c g
- P. arcuatus (Dong et al., 2004) c g
- P. ariadne (Hölzel, 1978) c g
- P. aromaticus (C.-k. Yang & X.-k. Yang, 1989) c g
- P. astur (Banks, 1937) c g
- P. atrosparsus (Tjeder, 1966) c g
- P. barkamanus (C.-k. Yang et al., 1992) c g
- P. basuto (Tjeder, 1966) c g
- P. benedictae (Séméria, 1976) c g
- P. bibens (Hölzel et al., 1997) c g
- P. birunganus (Navás, 1924) c g
- P. brachychelus (C.-k. Yang et al., 1999) c g
- P. budongensis (Hölzel, 2001) c g
- P. caffer (Tjeder, 1966) c g
- P. carinatus (Dong et al., 2004) c g
- P. chailensis (Ghosh, 1977) c g
- P. chaoi (C.-k. Yang et al., 1999) c g
- P. chlorellus (Navás, 1914) c g
- P. chloris (Schneider, 1851) c g
- P. choui (C.-k. Yang & X.-k. Yang, 1989) c g
- P. clathratus (Schneider, 1845) c g
- P. cognatellus (Okamoto, 1914) c g
- P. collartinus (Navás, 1932) c g
- P. congolanus (Navás, 1911) c g
- P. cordatus (X.-x. Wang & C.-k. Yang, 1992) c g
- P. cyprinus (Navás, 1932) c g
- P. decarynus (Navás, 1924) c g
- P. decolor (Navás, 1936) c g
- P. deqenanus (C.-k. Yang et al., 1992) c g
- P. derbendicus (Hölzel, 1967) c g
- P. desertus (Navás, 1912) c g
- P. diaphanus (C.-k. Yang et al., 1999) c g
- P. duplicatus (Navás, 1934) c g
- P. edwardsi (Banks, 1940) c g
- P. epunctatus (X.-k. Yang & C.-k. Yang, 1990) c g
- P. estriatus (C.-k. Yang et al., 1999) c g
- P. eumorphus (C.-k. Yang et al., 1999) c g
- P. euryderus (Navás, 1910) c g
- P. fanjinganus (C.-k. Yang & X.-x. Wang, 1988) c g
- P. flammefrontatus (C.-k. Yang et al., 1999) c g
- P. flavifrons (Brauer, 1851) c g - Geelkopgaasvlieg
- P. flavinotala (Dong et al., 2004) c g
- P. flexuosus (X.-k. Yang & C.-k. Yang, 1990) c g
- P. forcipatus (X.-k. Yang & C.-k. Yang, 1993) c g
- P. formosanus (Matsumura, 1910) c g
- P. fortunatus (McLachlan, 1882) c g
- P. fuscineurus (C.-k. Yang et al., 1992) c g
- P. genei (Rambur, 1842) c g
- P. gradatus (X.-k. Yang & C.-k. Yang, 1993) c g
- P. granadensis (Pictet, 1865) c g
- P. gravesi (Navás, 1926) c g
- P. gunvorae (Tjeder, 1966) c g
- P. hadimensis (Canbulat & Kiyak, 2005) c g
- P. hainanus (X.-k. Yang & C.-k. Yang, 1990) c g
- P. hamatus (Tjeder, 1966) c g
- P. handschini (Navás, 1929) c g
- P. healdi (Navás, 1926) c g
- P. hesperus (X.-k. Yang & C.-k. Yang, 1990) c g
- P. heudei (Navás, 1934) c g
- P. hospitalis (Hölzel & Ohm, 1995) c g
- P. huashanensis (C.-k. Yang & X.-k. Yang, 1989) c g
- P. hubeianus (C.-k. Yang & X.-x. Wang, 1990) c g
- P. ibericus (Navás, 1903) c g
- P. ifraninus (Navás, 1936) c g
- P. igneus (X.-k. Yang & C.-k. Yang, 1990) c g
- P. illotus (Navás, 1908) c g
- P. incongruus (Fraser, 1951) c g
- P. incrassatus (Tjeder, 1966) c g
- P. ingae (Tjeder, 1966) c g
- P. iniquus (Navás, 1931) c
- P. inopinatus (Hölzel & Ohm, 1995) c g
- P. inornatus (Navás, 1901) c g
- P. irrorellus (Navás, 1936) c g
- P. jiuzhaigouanus (X.-k. Yang & X.-x. Wang in X.-k. Yang et al., 2005) c g
- P. joannisi (Navás, 1910) c g
- P. karooensis (Hölzel, 1993) c g
- P. kiangsuensis (Navás, 1934) c g
- P. kibonotoensis (van der Weele, 1910) c g
- P. lii (C.-k. Yang et al., 1999) c g
- P. longwangshanus (X.-k. Yang, 1998) c g
- P. lophophorus (X.-k. Yang & C.-k. Yang, 1990) c g
- P. luaboensis (Tjeder, 1966) c g
- P. luctuosus (Banks, 1911) i c g
- P. macleodi (Adams and Garland, 1983) i c g
- P. maghrebinus (Hölzel & Ohm, 1984) c g
- P. makranus (Hölzel, 1966) c g
- P. mangkangensis (Dong et al., 2004) c g
- P. marchionissus (Navás, 1915) c g
- P. marianus (Navás, 1905) c g
- P. mauricianus (Hölzel & Ohm, 1991) c g
- P. mediatus (X.-k. Yang & C.-k. Yang, 1993) c g
- P. medoganus (C.-k. Yang et al. in Huang et al., 1988) c g
- P. melanopis (Navás, 1914) c g
- P. militaris (Hölzel & Ohm, 2000) c g
- P. mira (Hölzel, 1973) c g
- P. myassalandicus (Navás, 1914) c g
- P. namibensis (Hölzel, 1993) c g
- P. nicolainus (Navás, 1929) c g
- P. niger (McLachlan, 1869) c g
- P. nigricornutus (X.-k. Yang & C.-k. Yang, 1990) c g
- P. nubilatus (Navás, 1910) c g
- P. oralis (Navás, 1914) c g
- P. parabolus (Okamoto, 1919) c g
- P. perfectus (Banks, 1895) i c g
- P. perpallidus (Tjeder, 1966) c g
- P. pervenosus (Tjeder, 1966) c g
- P. phantosulus (X.-k. Yang & C.-k. Yang, 1990) c g
- P. phlebius (Navas, 1927) c g
- P. picteti (McLachlan, 1880) c g
- P. pieli (Navás, 1931) c g
- P. pilinota (Dong et al., 2004) c g
- P. prasinus (Burmeister, 1839) c g - Groenbuikgaasvlieg
- P. pulchrinus (Tjeder, 1966) c g
- P. punctilabris (McLachlan, 1894) c g
- P. qingchengshanus (C.-k. Yang et al., 1992) c g
- P. qinlingensis (C.-k. Yang & X.-k. Yang, 1989) c g
- P. raedarii (Hölzel & Ohm, 2000) c g
- P. rothschildi (Navás, 1915) c g
- P. ruber (Hölzel et al., 1994) c g
- P. rubicundus (Hölzel, 1993) c g
- P. sansibaricus (Kolbe, 1897) c g
- P. sanus (X.-k. Yang & C.-k. Yang, 1990) c g
- P. selenius (Navás, 1912) c g
- P. sensitivus (Tjeder, 1940) c g
- P. setosus (Hölzel & Ohm, 1995) c g
- P. sierra (Banks, 1924) i c g b
- P. sjostedti (van der Weele, 1910) c g
- P. spadix (Hölzel, 1988) c g
- P. spissinervis (Tjeder, 1966) c g
- P. subcostalis (McLachlan, 1882) c g
- P. subcubitalis (Navás, 1901) c g
- P. subflavifrons (Tjeder, 1949) c g
- P. sybariticus (McLachlan in Fedchenko, 1875) c g
- P. tactus (Navás, 1921) c g
- P. teiresias (Hölzel & Ohm, 1982) c g
- P. triangularis (Adams, 1978) c g
- P. tridentatus (X.-k. Yang & C.-k. Yang, 1990) c g
- P. truncatatus (X.-k. Yang et al. in X.-k. Yang et al., 2005) c g
- P. ussuriensis (Makarkin, 1985) c g
- P. varians (Kimmins, 1959) c g
- P. venosellus (Esben-Petersen, 1920) c g
- P. venosus (Rambur, 1838) c g
- P. ventralis (Curtis, 1834) c g - Zwartbuikgaasvlieg
- P. venustus (Hölzel, 1974) c g
- P. vernus (C.-k. Yang & X.-k. Yang, 1989) c g
- P. viridifrons (Hölzel & Ohm, 1999) c g
- P. vitticlypeus (C.-k. Yang & X.-x. Wang, 1990) c g
- P. wangi (C.-k. Yang et al., 1992) c g
- P. wuchanganus (C.-k. Yang & X.-x. Wang, 1990) c g
- P. xiamenanus (C.-k. Yang et al., 1999) c g
- P. yangi (X.-k. Yang & X.-x. Wang in X.-k. Yang et al., 2005) c g
- P. yunnanus (C.-k. Yang & X.-x. Wang, 1994) c g
- P. yuxianensis (Bian & Li, 1992) c g
- P. zelleri (Schneider, 1851) c g
- P. zulu (Tjeder, 1966) c g

Bronnen: i = ITIS
, c = Catalogue of Life
, g = GBIF
, b = Bugguide.net